# ژرژ-اولیویه شاتورینو
ژرژ-اولیویه شاتورینو (به فرانسوی: Georges-Olivier Châteaureynaud) رمان‌نویس قرن بیستم میلادی اهل فرانسه است.
- جایزه رنودو (1982)